# 有隅昭二
有隅 昭二（ありすみ しょうじ、1968年5月26日 -）は、福岡県糟屋郡須恵町出身の元プロ野球選手（投手）。現在はプロ野球審判員である。審判員袖番号は37。

## 来歴・人物
小学校5年生から野球を始め、九産大九州高校から九州産業大学に進学するが2年で中退。その後、ヤクルトスワローズの練習生となり、1989年のシーズンオフにドラフト外入団した。
一軍公式戦への出場のないまま、1991年は主に打撃投手を務め、この限りで退団。
1992年よりセントラル・リーグ審判部に入局した。
2009年6月17日に通算1,000試合出場を達成。
2014年よりクルーチーフに昇任し、同年9月3日に史上87人目の通算1,500試合出場を、2019年10月7日には史上68人目の通算2,000試合出場を達成した。
2020年シーズンの最優秀審判員賞を「投球判定精度が高く、ストライクゾーンがぶれない。また常に冷静で難しいプレイに対しての決断力が優れ、円滑な試合運びが評価された。」として受賞した。
2023 ワールド・ベースボール・クラシックでは、台中市で開催のプールAで審判を務めた。
2025年シーズンからクルーチーフを外れ、一般審判員となる。
2025年4月27日、埼玉西武ライオンズ 対 オリックス・バファローズ第6回戦（ベルーナドーム）にて球審として出場し、通算2,500試合出場を達成。

## 詳細情報

### 年度別投手成績
- 一軍公式戦出場なし

### 背番号
- 71 （1990年 - 1991年）

## 審判員出場記録
- 初出場：1995年4月25日、阪神タイガース対中日ドラゴンズ第3回戦（京都市西京極総合運動公園野球場） - 二塁塁審
- 出場試合数：2484試合
- オールスターゲーム出場：4回 - 2002年（第1戦で球審）、2007年、2013年（第1戦で球審）、2021年
- 日本シリーズ出場：6回 - 2008年（第3戦で球審）、2013年（第3戦で球審）、2015年（第3戦で球審）、2016年（第1戦で球審）、2020年、2021年
- 通算1000試合出場：2009年6月17日、東京ヤクルトスワローズ対千葉ロッテマリーンズ第3回戦（明治神宮野球場） - 球審
- 通算1500試合出場：2014年9月3日、福岡ソフトバンクホークス対オリックス・バファローズ第19回戦（福岡 ヤフオク!ドーム） - 三塁塁審
- 通算2000試合出場：2019年10月7日、福岡ソフトバンクホークス対東北楽天ゴールデンイーグルス（パ・リーグクライマックスシリーズファーストステージ第3戦、福岡 ヤフオク!ドーム） - 右翼線審

（記録は2024年シーズン終了時）

## 表彰
- セントラル・リーグ審判員奨励賞：1回 (2004年)[5]
- 最優秀審判員賞：2回（2016年・2020年・2021年[6][7][8]）

（記録は2022年シーズン終了時）